# Sint-Johanneskerk (Poppenbüll)
De Sint-Johanneskerk (Duits: St.-Johannis-Kirche) is een in 1113 opgericht kerkgebouw in Poppenbüll op Eiderstedt in het Duitse Noord-Friesland. De van baksteen gebouwde kerk verenigt romaanse en gotische stijlelementen. Het kerkgebouw ligt op een warft en is de opvolger van een kapel uit de 10e eeuw.

## Inrichting
Als enige kerk op Eiderstedt bezit de Johanneskerk een bronzen doopvont, dat Melchior Lucas in het jaar 1590 in Husum goot. Het doopvont wordt gedragen door de vier evangelisten. Tegelijkertijd met het doopvont werd de klok van de kerk gegoten.
Uit dezelfde tijd stamt het renaissance altaar van Märten von Achten. De triomfkruisgroep op de koorbalk van rond 1600 kent gotische invloeden.
Tot het oudste kerkmeubilair behoort ook de kansel (1579). Een epitaaf van de predikant Gentzel stamt uit 1617.